# 中谷宇吉郎
中谷 宇吉郎（なかや うきちろう、1900年（明治33年）7月4日 - 1962年（昭和37年）4月11日）は、日本の物理学者、随筆家。位階は正三位。勲等は勲一等。学位は理学博士（京都帝国大学・1931年）。
北海道大学理学部教授を北海道帝国大学時代から務め、世界で初となる人工雪の製作に成功した。考古学者･中谷治宇二郎は弟。

## 来歴
《主な出典：》

### 生い立ち
1900年、温泉地の石川県江沼郡片山津町（現・加賀市）で生まれる。学齢期になると母方の親族に預けられ、大聖寺町（現・加賀市）に転居。
1913年、大聖寺町立錦城尋常高等小学校卒業後、間もなく父を失う。同年、旧制小松中学（現・石川県立小松高等学校）に入学、その後5年間の寄宿舎生活を送った。父の死後、家業（呉服・雑貨商）を一人で商っていた母に大学まで勉学を続けるよう勧められて学業を志すも、1918年、金沢にある旧制第四高等学校の受験に失敗。半年ほど東京の予備校に通うなどして一年間浪人したのち、翌1919年、再び第四高等学校を受験、合格して同校理科甲類に入学。在学中、顕微鏡や解剖の実習を修めて一時動物学・生物学の方面を志したが、田辺元の著作『最近の自然科学』を読んで理論物理学に熱中し始めた。高校を卒業した1922年、東京帝国大学理学部物理学科に入学、1923年、2年生の時に関東大震災に遭い、物質的精神的に大きな打撃を受ける。しかし、学業で寺田寅彦に師事、実験指導を受けて実験物理学に転向、以降ライフワークとなる。1925年、大学卒業後直ちに財団法人理化学研究所に入り、寺田研究室の助手となった。1927年、藤岡作太郎の長女の綾と結婚。その後、1928年、イギリスに留学し、キングス・カレッジ・ロンドンにて学んだ。同年には日本に残してきた妻をジフテリアで亡くしている。

### 研究者として

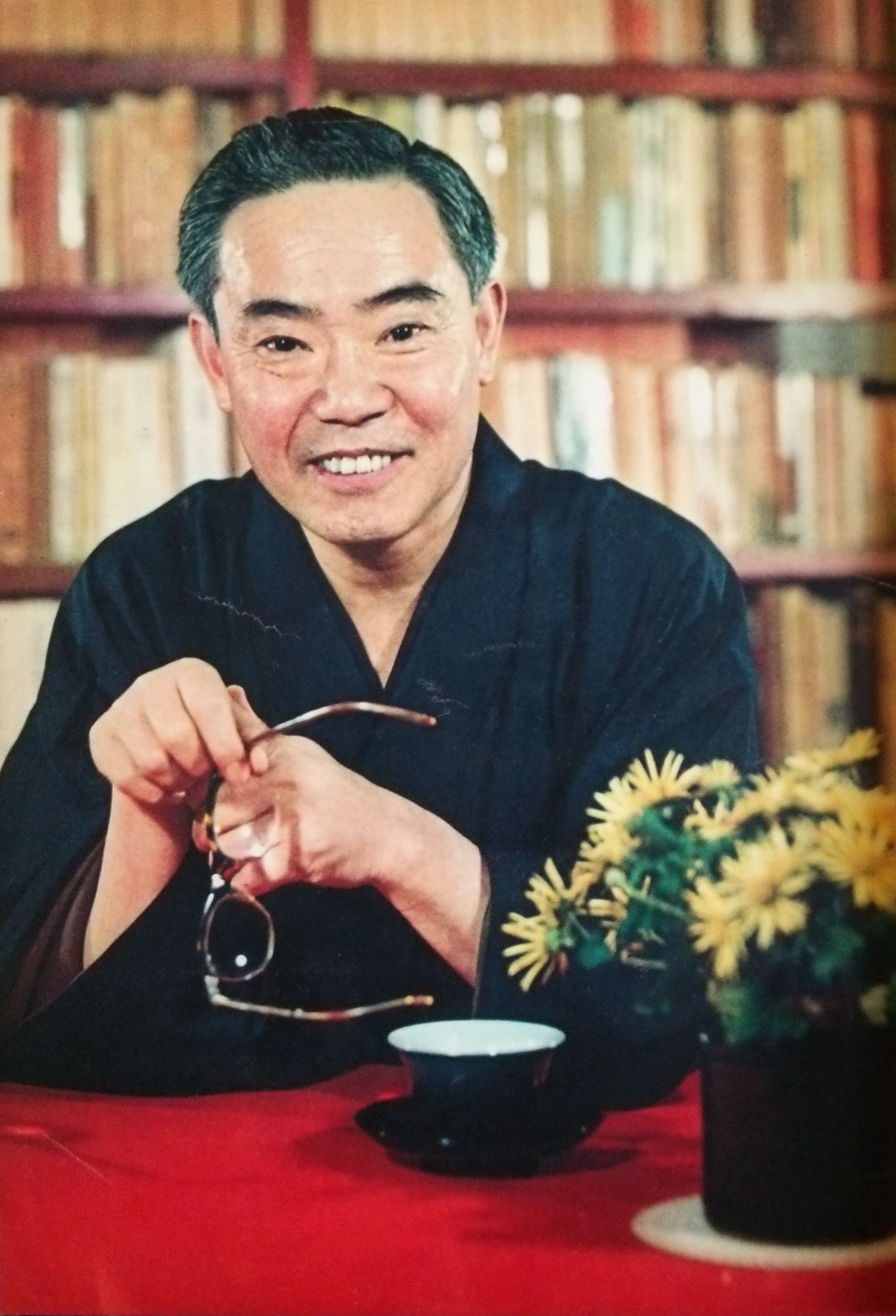
中谷宇吉郎（『週刊文春』1959年12月21日号）

留学後、1930年に北海道帝国大学理学部助教授となる。1931年に京都帝国大学にて理学博士号を受ける。その題は「On the Emission of Soft X-Rays by Different Elements, with Reference to the Effect of Adsorbed Gas.（各種元素による長波長X線の發生に就て：特に吸着氣体の影響につき）」。
教授となった1932年頃から雪の結晶の研究を始め、1936年3月12日には大学の低温実験室にて人工雪の製作に世界で初めて成功。気象条件と結晶が形成される過程の関係を解明した。他にも凍上や着氷防止の研究など、低温科学に大きな業績を残した。また、前年には再婚している。
1938年、肝臓ジストマと診断され武見太郎指示の下、療養する。12月26日、『北海道帝国大学理学部紀要』Ⅱ、2巻1号に、雪の人工結晶について発表。
1939年、日本において科学映画の嚆矢となる『Snow Crystals』（東宝文化映画）の指導を行う。
1941年、人工雪の研究を基に北大に低温科学研究所が設立されることが決まり、1943年に開所、中谷はその主任研究員となった。この研究所は当時の情勢から軍事研究もその目的の一環に含まれ、開所後には軍の要請により、「航空機への着氷防除」「北海道、千島における霧」の研究がそれぞれ行われた（のち、戦後に受ける戦争協力批判の的となる）。後者は、飛行場の滑走路に発生する霧の除去がその目的であった。研究成果の実用化を急ぐ軍に対して中谷は「基礎的研究が解決への唯一の捷径」と基礎研究を重視する立場を崩さなかった。これらの着氷や霧に関する戦時研究は、終戦とともにいったん途絶えるが、外国では「雲物理学」の分野として開拓される途上にあり、ゼネラル・エレクトリック (GE) 研究所でのアーヴィング・ラングミュア やヴィンセント・シェーファー (V.J.Schaefer)の人工降雨・降雪研究などにより雲物理学が急速に発展してからは、中谷が遺した成果は、日本におけるこの分野の先鞭的研究となる。
1943年、ニセコ山頂に着氷観測所を完成させるも、1945年、終戦に伴い解体。この施設を基にしてニセコ山麓での財団法人農業物理研究所の設立を準備。翌1946年、農業物理研究所を発足させ、所長に就任する。
しかし、学内から戦争中の軍事研究への関与について批判を受ける。さらに、人工雪結晶の記録映画を再撮影するに当たり、ゼネラル・エレクトリック (GE) 研究所から提供されたフィルムが、GE研究所とアメリカ空軍との間の契約研究費から支出されていたことが問題視されて、低温科学研究所を退職した。
1948年には日本映画社の協力により科学映画『霜の華』、『大雪山の雪』を完成させ、この時の日映側のスタッフだった吉野馨治、小口禎三らと共にその翌年、中谷研究室プロダクション（岩波映画製作所の前身）を設立。
1952年、アメリカ合衆国イリノイ州ウィルメットの雪氷永久凍土研究所（SIPRE、現：アメリカ陸軍寒地理工学研究所 (CRREL)）の客員研究員 となり渡米。1954年まで氷の物性の研究に従事し、帰日。
1957年、グリーンランド氷冠の研究に着手。以後1960年まで毎年グリーンランドに行き研究を続ける。
1962年4月11日、前立腺癌のため東京大学医学部附属病院で死去。享年61。戒名は文藻院精研浄雪居士。死後、正三位勲一等を授与されている。

## 人物
自身の研究を含め、科学を一般の人々に分りやすく伝える方法としても随筆をよくした。著書には『冬の華』『立春の卵』など。「雪は天から送られた手紙である」という言葉を残したことも知られる。深田久弥は同郷で幼稚園、小学校、大学での後輩になる。
「必ず出来るといふ確信を持って何時までも根気よくやってゐれば、殆ど不可能のやうに思われたことでも、遂には必ず出来る」という言葉が著名である（大竹啓介『幻の花 和田博雄の生涯（上）』楽游書房、1981年、455頁）。

## 雪の結晶
1933年から、中谷博士は自然の雪を観察し、3000もの鮮明な雪の結晶の写真版を作り、それらを7つの主要なものと多数の主要でない種類に分類した。これらの観察の一連の流れ，つまり天然の雪の写真を撮ったり，天気の条件に応じたそれらの様子を分類したりすることの中で，彼は実験室の中でできた氷の結晶から人工的な雪を作ることが必要だと感じた。
彼は空洞のガラス管に水蒸気を発生させ，冷却した。彼の最初の期待とは逆に，雪の結晶を作ることは簡単な作業ではなかった。雪片がつくられる代わりに氷の結晶が，彼が核のために使っていたコットンのひもにひっつく毛虫のように育った。
低温の実験室は1935年に開設され，氷の核のために様々な材料を用いて実験は続けられた。これらの実験では，羊毛の糸の方が木綿の糸よりも良いことが明らかになったが，目標である雪の結晶の形成はしていなかった。ある日，中谷は実験室で，ウサギの毛皮のコートの毛の先に雪の結晶があるのに気付いた。これは，初めて人工的な雪の結晶を生産することへ導く重大な発見であった。
最初の試みから3年たった1936年3月12日，彼は実験室にある器具の中でウサギの毛皮の1本の毛の先端に雪の結晶を作った。1937年の12月，彼は彼の実験室でたくさんの種類の人工的な雪の結晶の写真を撮った。それらの写真は，彼が大いに賞賛していた，1931年出版のウィルソン・ベントレー（1865-1931）の「雪の結晶」に影響を与えられたものだった。
中谷は雪の結晶の研究を続け，どのようにして自然の中で様々な模様の雪の結晶が作りだされるのかを解明した。その後彼は，蒸気，気温，過飽和，そして雲の中の余分な蒸気の密度との間にある関係を説明した「ナカヤダイアグラム」を公表した。
中谷の功績は，現在，彼の研究所がある北海道大学のキャンパス内で，六角形の石碑によって今日も記念されている。彼の最初の装置は，低温科学研究所に保存され，展示されている。

## 家族・親族
- 父・中谷卯一（1878-1913） - 呉服・雑貨商[5]。加賀片山津の庄屋・中谷家の分家。本家筋には衆議院議員・中谷宇平、安全自動車・山王ホテル創業者の中谷保がいる。[21]
- 伯父・中谷巳次郎 - 父の兄。大分県・由布院の旅館「亀の井別荘」共同創業者
- 弟に早逝した考古学者の中谷治宇二郎。
- 妹・武子 - 中谷巳次郎の長男・宇兵衛の妻[21]
- 妹・芳子 - 安全自動車の黒瀬亨の妻[21]
- 前妻・綾子 - 国文学者・藤岡作太郎の娘。宇吉郎の東大時代の同級生藤岡由夫の妹。1927年に結婚したが、翌年宇吉郎が留学中にジフテリアで急死。[22][5]
- 後妻・静子（1910-1986） - 金沢出身。陸軍騎兵中佐・寺垣丹蔵の娘[23]。1931年に結婚し、一男三女を儲けるも長男は夭折[24][5]。
- 長女・咲子・オルセン（1932年生） - 慶応大学を経て、地質学者となり、ジョンズ・ホプキンズ大学教授となる。[22][25]
- 二女に霧の芸術家・中谷芙二子 (Fujiko Nakaya)。宇吉郎の隠田（現・原宿）の自邸の一部を由布院に移築し、旅館「亀の井別荘」の「雪安居」とする[22]。一般財団法人中谷宇吉郎記念財団代表理事[26]
- 三女・中谷三代子（1944年生） - ピアニスト、音楽教師。北海道で生まれ、4歳で渡米以降米国在住。[22][27]
- 甥・中谷健太郎 - 妹・武子と巳次郎の長男・宇兵衛の子。「亀の井別荘」の後継[22]
- 姪・溝口喜代子 - 弟・直吉の子。由布院の旅館「由布院玉の湯」の後継[22]

## 顕彰

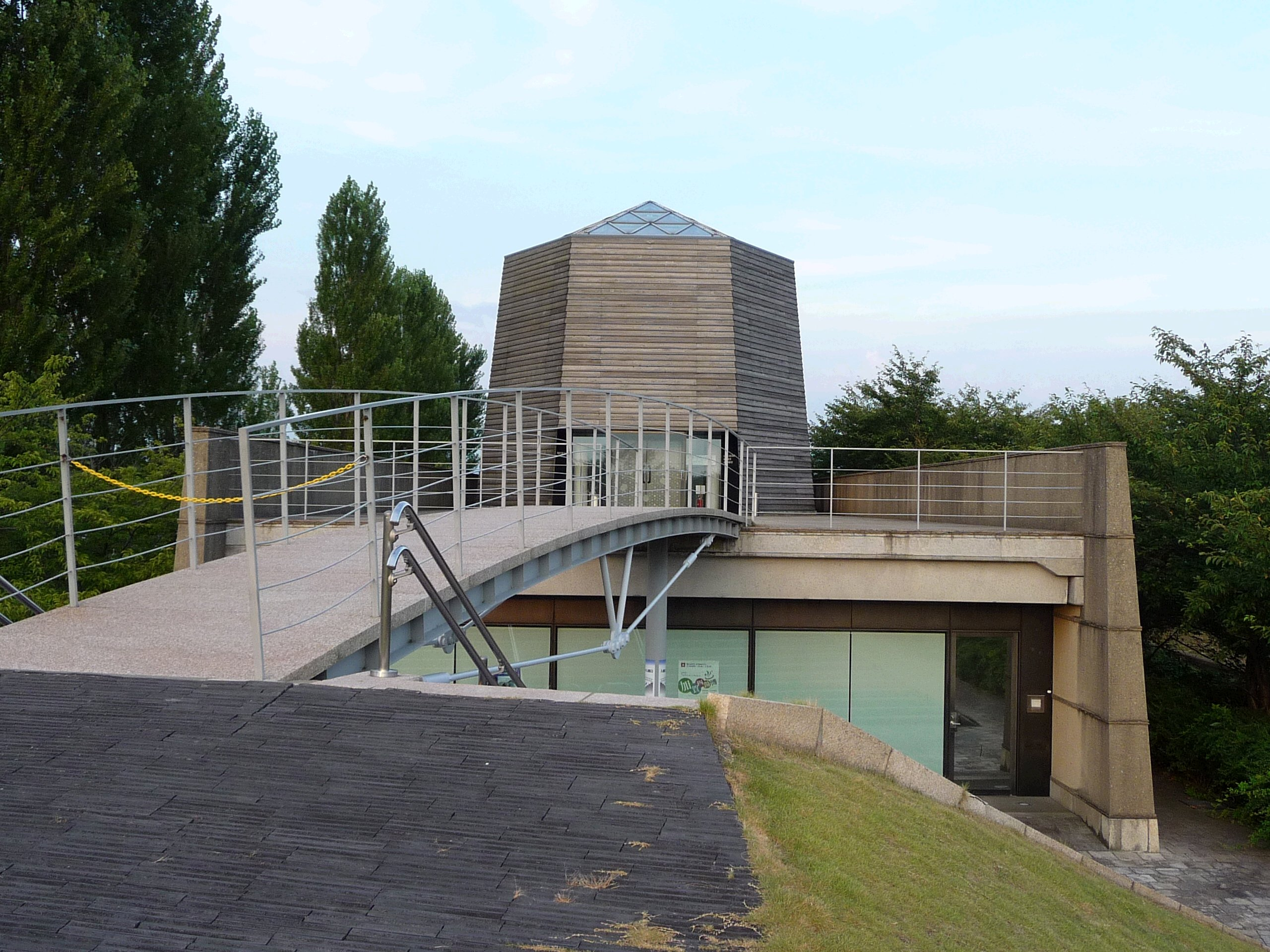
中谷宇吉郎雪の科学館

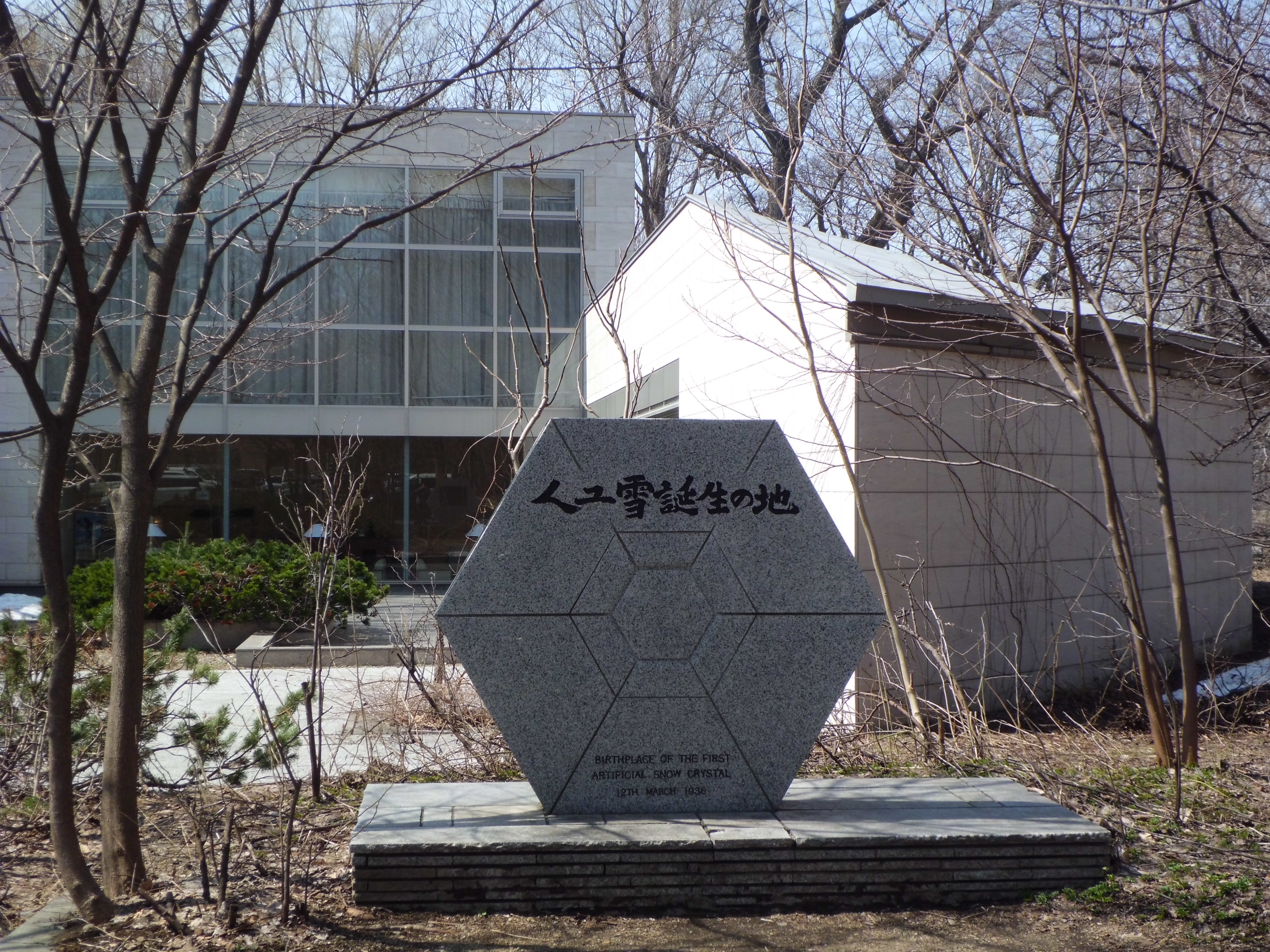
人工雪誕生の地の碑。北海道大学

業績を称えて南極の地名が中谷諸島 (Nakaya Islands)、小惑星10152番がウキチロウ (Ukichiro) と名付けられた。
出身地である石川県加賀市には「中谷宇吉郎雪の科学館」が設立されており、雪の結晶を模した外観を持つ六角形の建物となっている。

## 年譜
- 1900年 - 石川県江沼郡片山津町にて誕生。
- 1922年 - 東京帝国大学理学部入学
- 1925年
  - 東京帝国大学理学部卒業
  - 理化学研究所入所
- 1928年 - キングス・カレッジ・ロンドン留学。
- 1930年 -北海道帝国大学理学部助教授
- 1932年 - 北海道帝国大学理学部教授
- 1947年 - 北海道大学理学部教授
- 1949年 - 中谷研究室プロダクション（岩波映画製作所の前身）設立。
- 1962年 - 死去。

## 栄典
- 1962年
  - 勲一等
  - 正三位

## 著書

### 単著
- 『気体内電気現象』岩波書店〈岩波講座 物理学及び化学〉、1931年7月。
- 『火花放電の近年の研究』岩波書店〈科学文献抄 第2〉、1936年3月。NDLJP:1228145。
- 『冬の華』岩波書店、1938年9月。NDLJP:1222885。
  - 『続 冬の華』甲鳥書林、1940年7月。NDLJP:1221362。
  - 『第三 冬の華』甲鳥書林、1941年9月。NDLJP:1222299。
- 『雪』岩波書店〈岩波新書〉、1938年11月。NDLJP:1225273。
  - 『雪』岩波書店〈岩波文庫〉、1994年10月。ISBN 9784003112427。
- 『雷』岩波書店〈岩波新書〉、1939年9月。
  - 『雷』（特装版）岩波書店〈岩波新書〉、1984年1月。
- 『日本の科学』創元社、1940年8月。NDLJP:1246542。
- 『雷の話 雷の電気はどうして起るか』岩波書店〈少国民のために〉、1941年12月。NDLJP:1256010 NDLJP:1168618。
- 『寒い国』岩波書店〈少国民のために〉、1943年6月。NDLJP:1873499 NDLJP:1168621。
- 『樹氷の世界』甲鳥書林、1943年9月。NDLJP:1063187。
- 『科学小論集』生活社、1944年4月。NDLJP:1063130 NDLJP:1871398。
- 『霜柱と凍上』生活社〈日本叢書 1〉、1945年4月。NDLJP:1063881。
- 『科学の芽生え』生活社〈日本叢書 12〉、1945年9月。NDLJP:1063034。
- 『春艸雑記』生活社、1947年1月。
- 『寺田寅彦の追想』甲文社、1947年4月。
  - 『寺田寅彦 わが師の追想』講談社〈講談社学術文庫 2265〉、2014年11月。ISBN 9784062922654。
- 『楡の花』甲文社、1948年8月。
- 『秋窓記』青磁社、1949年1月。
- 『雪の研究 結晶の形態とその生成』岩波書店、1949年3月。
- 『科学と社会』岩波書店〈岩波新書〉、1949年4月。
- 『科学への道』蓼科書房、1949年7月。
- 『霧退治 科学物語』岩波書店、1950年3月。NDLJP:1169506。
- 『沙漠の征服 アメリカの国土開発』岩波書店〈岩波新書〉、1950年10月。
- 『地球の円い話』弘文堂〈アテネ文庫 177〉、1951年10月。
- 『水と人間』三十書房〈少年少女科学の研究室 1〉、1952年6月。
- 『日本の発掘』法政大学出版局〈教養新書〉、1952年7月。
- 『民族の自立』新潮社〈一時間文庫〉、1953年12月。
- 『百日物語』文藝春秋新社、1956年5月。
- 『科学と人生』河出書房〈河出新書〉、1956年6月。
- 『北極の氷』宝文館、1958年4月。
- 『科学の方法』岩波書店〈岩波新書〉、1958年6月。ISBN 9784004160502。
- 『黒い月の世界』創元社、1958年7月。
- 『文化の責任者』文藝春秋新社、1959年8月。
- 『太陽は東から出る』新潮社、1961年12月。
- 『極北の氷の下の町』暮しの手帖社〈暮しの手帖の本〉、1966年7月。

### 共著
- 中谷宇吉郎、花島政人『霜の花』甲文社、1950年1月。
- 中谷宇吉郎、木田金次郎『北海道』中外書房、1960年7月。
- 寺田寅彦、中谷宇吉郎『物理学者の心』学生社、1961年11月。
- 寺田寅彦、中谷宇吉郎、緒方富雄、湯川秀樹『茶わんの湯・霧退治・クシャミと太陽・原子と人間』国土社〈少年少女科学名著全集 19〉、1965年4月。
- 『坪井忠二・寺田寅彦・中谷宇吉郎』尚学図書〈随想全集 第8巻〉、1969年6月。

### 作品集

#### 中谷宇吉郎随筆集（文藝春秋新社）
- 『花水木』文藝春秋新社〈冬の華 第8〉、1950年7月。
- 『日本のこころ』文藝春秋新社〈冬の華 第9〉、1951年8月。
- 『イグアノドンの唄』文藝春秋新社〈冬の華 第10〉、1952年12月。
- 『知られざるアメリカ』文藝春秋新社〈冬の華 第11〉、1955年5月。

#### 中谷宇吉郎随筆集（角川書店）
- 『寺田寅彦の追想』角川書店〈中谷宇吉郎随筆集 1〉、1950年10月。
- 『自然・人・書物』角川書店〈中谷宇吉郎随筆集 2〉、1951年6月。
- 『科学以前』角川書店〈中谷宇吉郎随筆集 3〉、1952年3月。

#### 中谷宇吉郎随筆選集（朝日新聞社）
- 『中谷宇吉郎随筆選集 第1巻』朝日新聞社、1966年6月。
- 『中谷宇吉郎随筆選集 第2巻』朝日新聞社、1966年8月。
- 『中谷宇吉郎随筆選集 第3巻』朝日新聞社、1966年10月。

#### 中谷宇吉郎集（岩波書店）
- 『先生を囲る話』岩波書店〈中谷宇吉郎集 第1巻〉、2000年10月。ISBN 9784000924016。
- 『雪の研究』岩波書店〈中谷宇吉郎集 第2巻〉、2000年11月。ISBN 9784000924023。
- 『低温室だより』岩波書店〈中谷宇吉郎集 第3巻〉、2000年12月。ISBN 9784000924030。
- 『永久凍土』岩波書店〈中谷宇吉郎集 第4巻〉、2001年1月。ISBN 9784000924047。
- 『立春の卵』岩波書店〈中谷宇吉郎集 第5巻〉、2001年2月。ISBN 9784000924054。
- 『アメリカ通信』岩波書店〈中谷宇吉郎集 第6巻〉、2001年3月。ISBN 9784000924061。
- 『比較科学論』岩波書店〈中谷宇吉郎集 第7巻〉、2001年4月。ISBN 9784000924078。
- 『極北の氷』岩波書店〈中谷宇吉郎集 第8巻〉、2001年5月。ISBN 9784000924085。

#### その他
- 『寺田寅彦・中谷宇吉郎集』創元社〈現代随想全集 第10巻〉、1953年9月。
- 『中谷宇吉郎集』日本書房〈現代知性全集 21〉、1958年12月。
- 『中谷宇吉郎画集』中央公論美術出版、1979年11月。
- 『雪雑記』朝日新聞社〈朝日選書 91〉、1977年7月。
- 『中谷宇吉郎集』茅誠司編、彌生書房〈現代の随想 26〉、1983年2月。
- 『中谷宇吉郎随筆集』樋口敬二編、岩波文庫、1988年9月。ISBN 9784003112410。ワイド版2006年3月
- 『たまごの立つ話』国土社〈科学入門名著全集 7〉、1991年4月。
- 『雪は天からの手紙 中谷宇吉郎エッセイ集』岩波少年文庫、2002年6月。ISBN 9784001145557。
- 『アラスカの氷河 中谷宇吉郎紀行集』渡辺興亜編、岩波文庫、2002年12月。ISBN 9784003112434。
- 『着氷』中谷宇吉郎雪の科学館友の会、2012年4月。
- 『科学以前の心』福岡伸一編、河出文庫、2013年4月。ISBN 9784309412122。
- 『中谷宇吉郎 雪を作る話』平凡社〈STANDARD BOOKS〉、2016年2月。ISBN 9784582531541。新書判
- 『雪と人生』角川ソフィア文庫、2021年12月。ISBN 9784044006891
- 『科学と人生』角川ソフィア文庫、2022年2月。ISBN 9784044006884

## 論文
- 中谷宇吉郎「On the emission of soft X-rays by different elementswith reference to the effect of adsorbed gas. / 各種元素による長波長X線の發生に就て : 特に吸着氣体の影響につき」京都帝国大学 博士論文、1931年2月、NAID 500000037907。
- 中谷宇吉郎, 關戸彌太郎「木材の乾燥に關する研究,特に鉋屑よりの水分の蒸發に就て」『応用物理』第2巻第2号、応用物理学会、1933年、48-52頁、doi:10.11470/oubutsu1932.2.48、ISSN 0369-8009、NAID 130003586442。
- 中谷宇吉郎, 關戸彌太郎「電解に伴ふ液の對流に就いて」『応用物理』第3巻第1号、応用物理学会、1934年、2-6頁、doi:10.11470/oubutsu1932.3.2、ISSN 0369-8009、NAID 130003587482。
- 中谷宇吉郎, 山崎文男「ウイルソン霧函による各種瓦斯中の火花前放電の研究」『応用物理』第4巻第7号、応用物理学会、1935年、251-258頁、doi:10.11470/oubutsu1932.4.251、ISSN 0369-8009、NAID 130003589240。
- 中谷宇吉郎, 佐藤磯之助, 關戸彌太郎「雪の結晶の人工製作-豫報」『応用物理』第6巻第1号、応用物理学会、1937年、20-24頁、doi:10.11470/oubutsu1932.6.20、ISSN 0369-8009、NAID 130003592607。
- 中谷宇吉郎, 孫野長冶「凍上の物理的研究」『応用物理』第9巻第12号、応用物理学会、1940年、549-555頁、doi:10.11470/oubutsu1932.9.12_549、ISSN 0369-8009、NAID 130003594709。
- 中谷宇吉郎, 孫野長治「凍上の實驗的研究」『気象雑誌. 低温科学』第1号、北海道帝國大學低温科學研究所、1944年12月、37-51頁、NAID 110001832750。
- 中谷宇吉郎, 荒川淳「凍結による土壤の體積變化について」『低温科学』第1号、北海道帝國大學低温科學研究所、1944年12月、67-77頁、NAID 110001832762。
- 中谷宇吉郎, 岡田鴻記, 菅谷重二「木造高山觀測所の設計及び建設」『低温科学』第2号、北海道大學低温科學研究所、1949年10月、17-21頁、NAID 110001829592。
- 中谷宇吉郎, 小口八郎「電線の着氷防止に關する研究」『低温科學』第2号、北海道大學低温科學研究所、1949年10月、85-96頁、NAID 110001829701。

## 伝記
- 太田文平 『中谷宇吉郎の生涯』学生社、1978年
- 高田宏 『冬の花びら 雪博士中谷宇吉郎の一生』偕成社、1986年。児童出版
- 杉山滋郎 『中谷宇吉郎 人の役に立つ研究をせよ』 ミネルヴァ書房〈日本評伝選〉、2015年